# كيزوغاوا (كيوتو)
مدينة كيزوغاوا (بالإنجليزية: Kizugawa)‏ هي أحد المدن التابعة لمحافظة كيوتو. تأسست رسميًا في 12/03/2007. ويقدر عدد سكانها بـ 66783 نسمة حسب تقدير مكتب الإحصاء الياباني لعام 2012. تبلغ مساحة كيزوغاوا 85.12 كم2. بكثافة سكانية تبلغ 785 نسمة/كم2.